# Италия на зимних Олимпийских играх 1964
Италия принимала участие в зимних Олимпийских играх 1964 года в Инсбруке (Австрия) в девятый раз за свою историю и завоевала 4 медали: одну серебряную и три бронзовые. 

## Состав сборной
Сборную страны представлял 61 спортсмен: 8 женщин и 53 мужчины, они соревновались в 9 видах спорта.

## Серебро
- Бобслей, мужчины — Серджио Дзардини, Романо Бонагура.

## Бронза
- Бобслей, мужчины — Эудженио Монти, Серджио Сьорпаэс.
- Бобслей, мужчины — Эудженио Монти, Серджио Сьорпаэс, Бенито Ригони, Джильдо Сьорпаэс.
- Санный спорт, мужчины — Вальтер Ауссендорфер, Сиджисфредо Маир.